# Darau
Darau (arabisch دراو, DMG Darāw), auch bekannt als Daraw, ist eine Stadt im Gouvernement Aswan im Süden Ägyptens mit ca. 60.000 Einwohnern.

## Geografie
Darau liegt am Ostufer des Nil, sechs Kilometer südlich von Kom Ombo und 38 Kilometer nördlich der Stadt Assuan. Die Einwohnerzahl beträgt 59.765 im Jahr 2020. Darau war lange Zeit der wichtigste Kamelmarkt in Ägypten.

## Bevölkerungsentwicklung
| Zensusjahr | Einwohnerzahl |
| ---------- | ------------- |
| 1996       | 30.732        |
| 2006       | 38.400        |
| 2020       | 59.765        |